# زنبق گل‌چمنی
زنبق بیابانی، زنبق صحرایی، زنبق گل‌چمنی (نام علمی: Iris  songarica) یکی از گونه‌های سردهٔ زنبق است. ارتفاع گیاه ۵۰ سانتیمتر است. این گونه به صورت دسته‌های بزرگی روئیده که بعضی مواقع قطر آن به ۵۰ سانتیمتر می‌رسد. برگ‌های باریک چرمی و بادوام افراشتهٔ آن که ۱ و نیم تا ۲ و نیم میلی‌متر عرض دارند اغلب بلندتر از گل‌ها هستند. ظهور توده‌های این گیاه در بسیاری از مناطق ممکن است به دلیل عدم تغدیهٔ احشام از آن باشد و همچنان که اکثر افراد جامعه گیاهی در نتیجهٔ چرای بیش از حد از بین می‌روند این امکان برای گونهٔ فوق حاصل می‌گردد که در جای سایر گیاهان در تمام دشت‌های خشک و دامنه‌های اراضی مرتفع از ۹۰۰ تا ۲۵۰۰ متر ارتفاع پراکنده گردد. فصل گلدهی فروردین تا خرداد است.

## نگارخانه

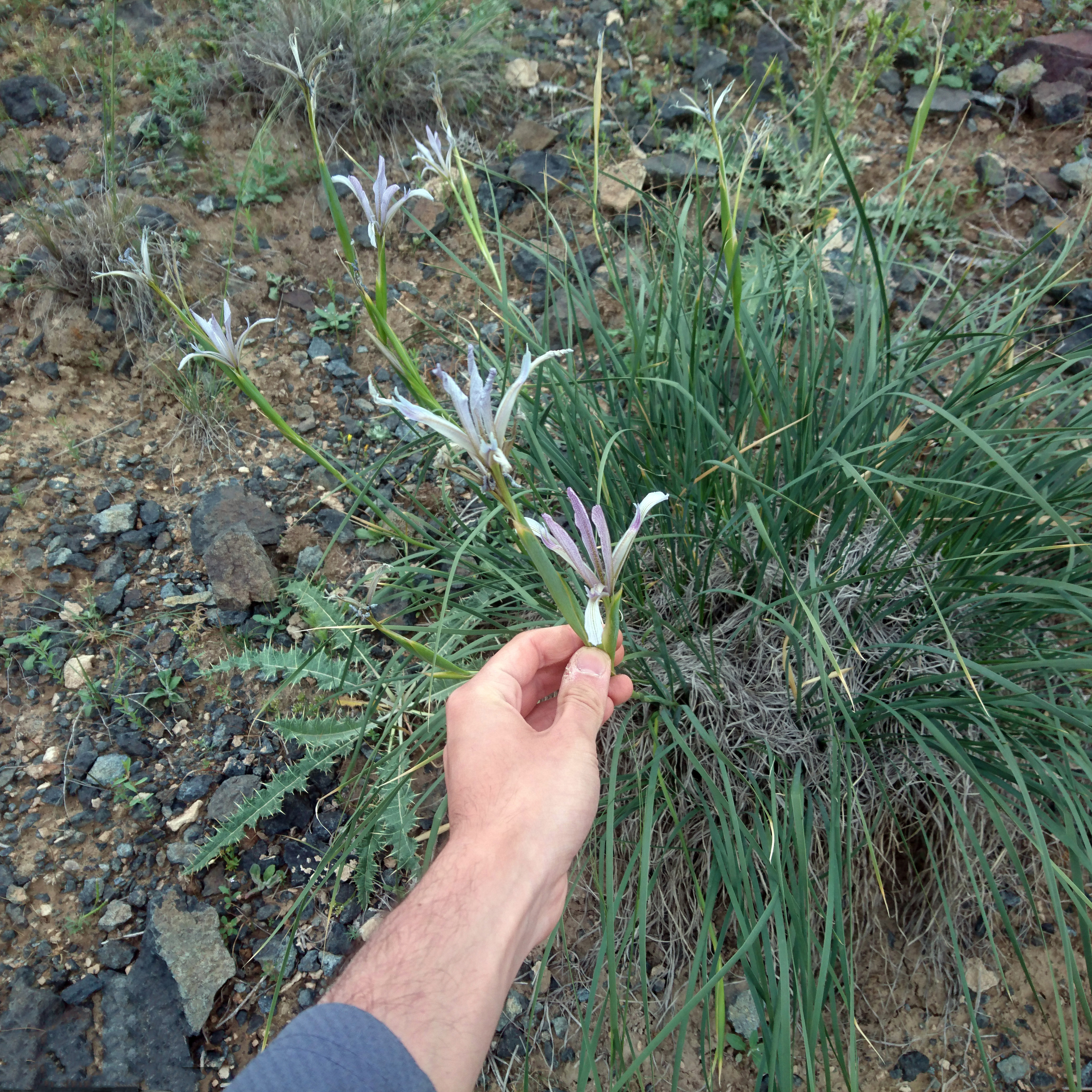
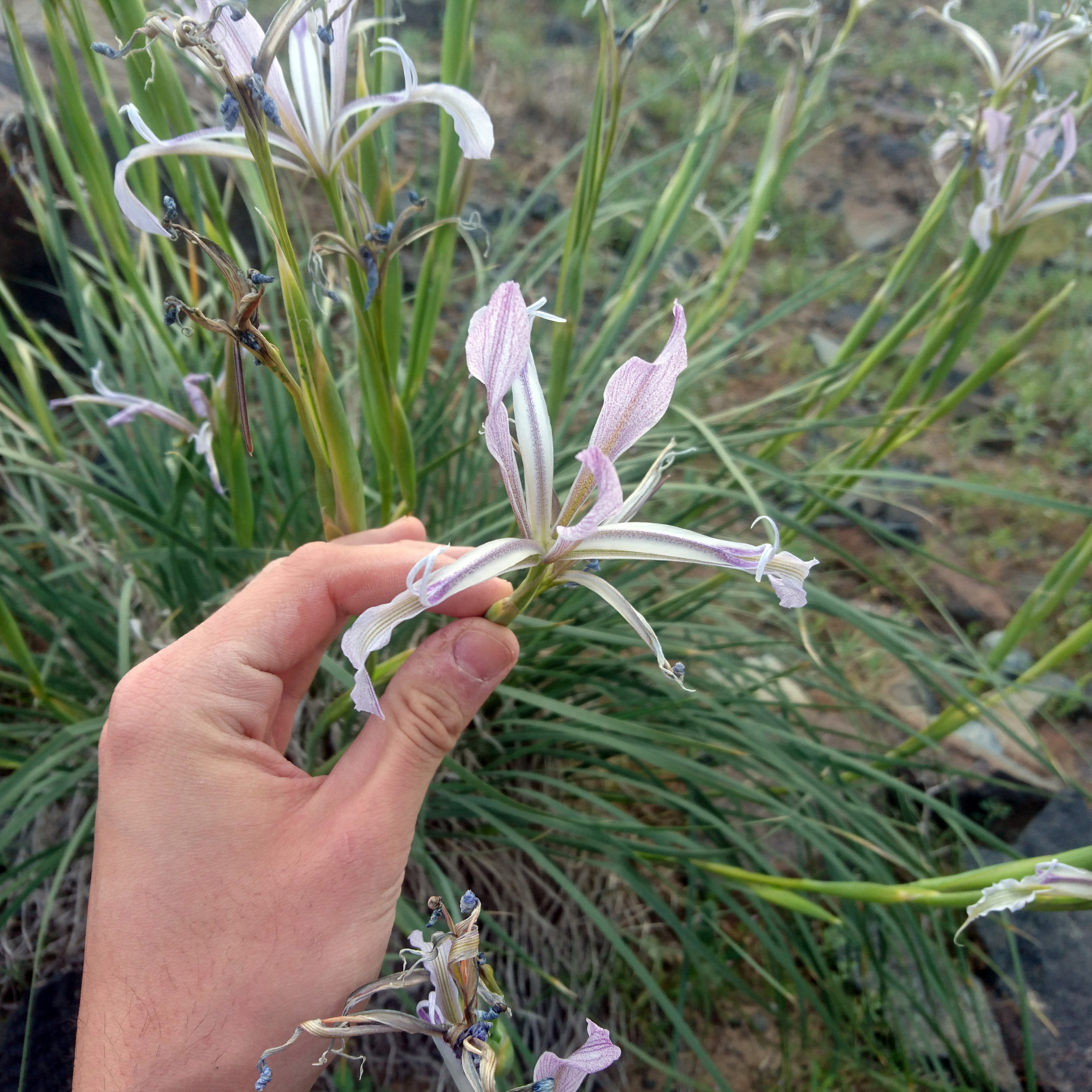
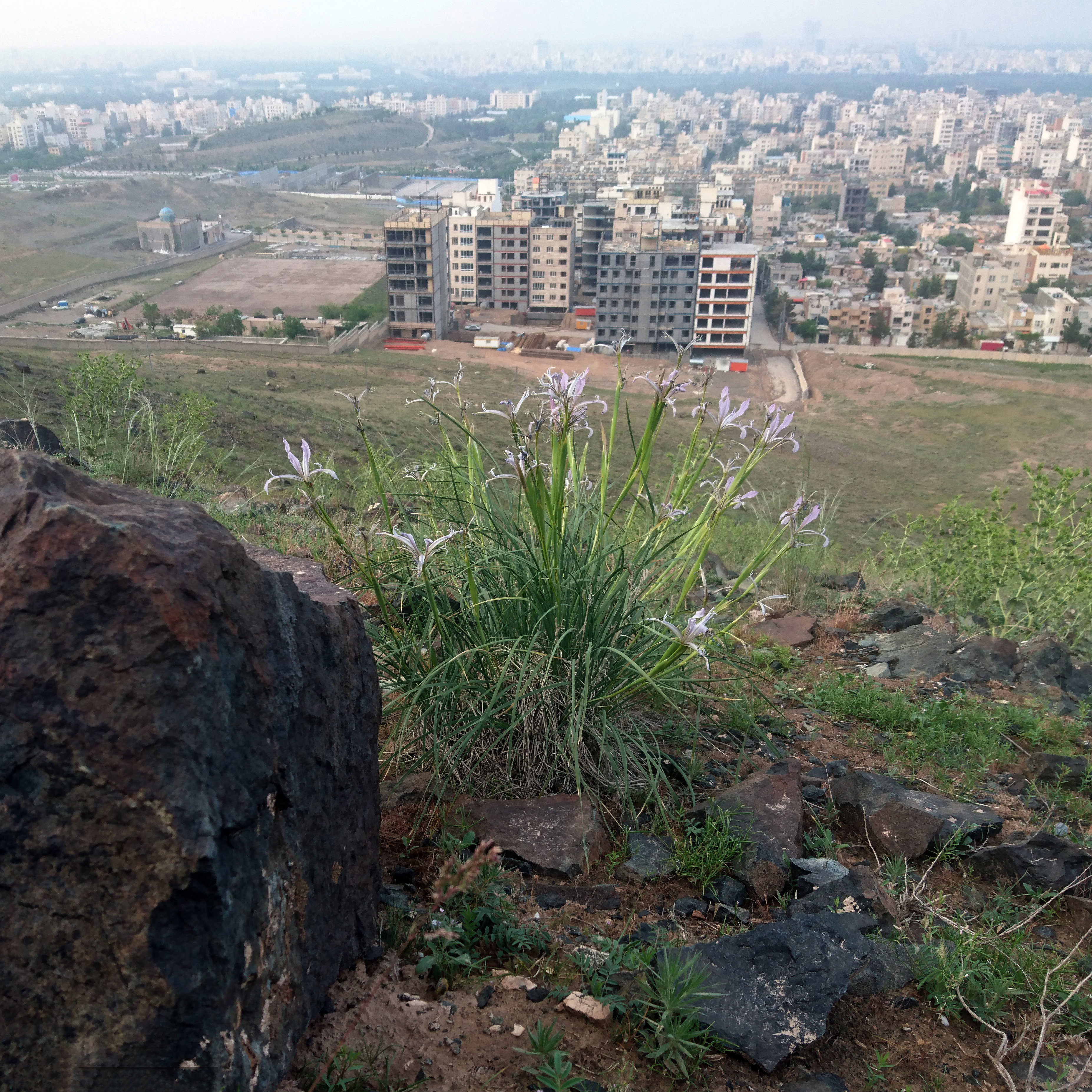
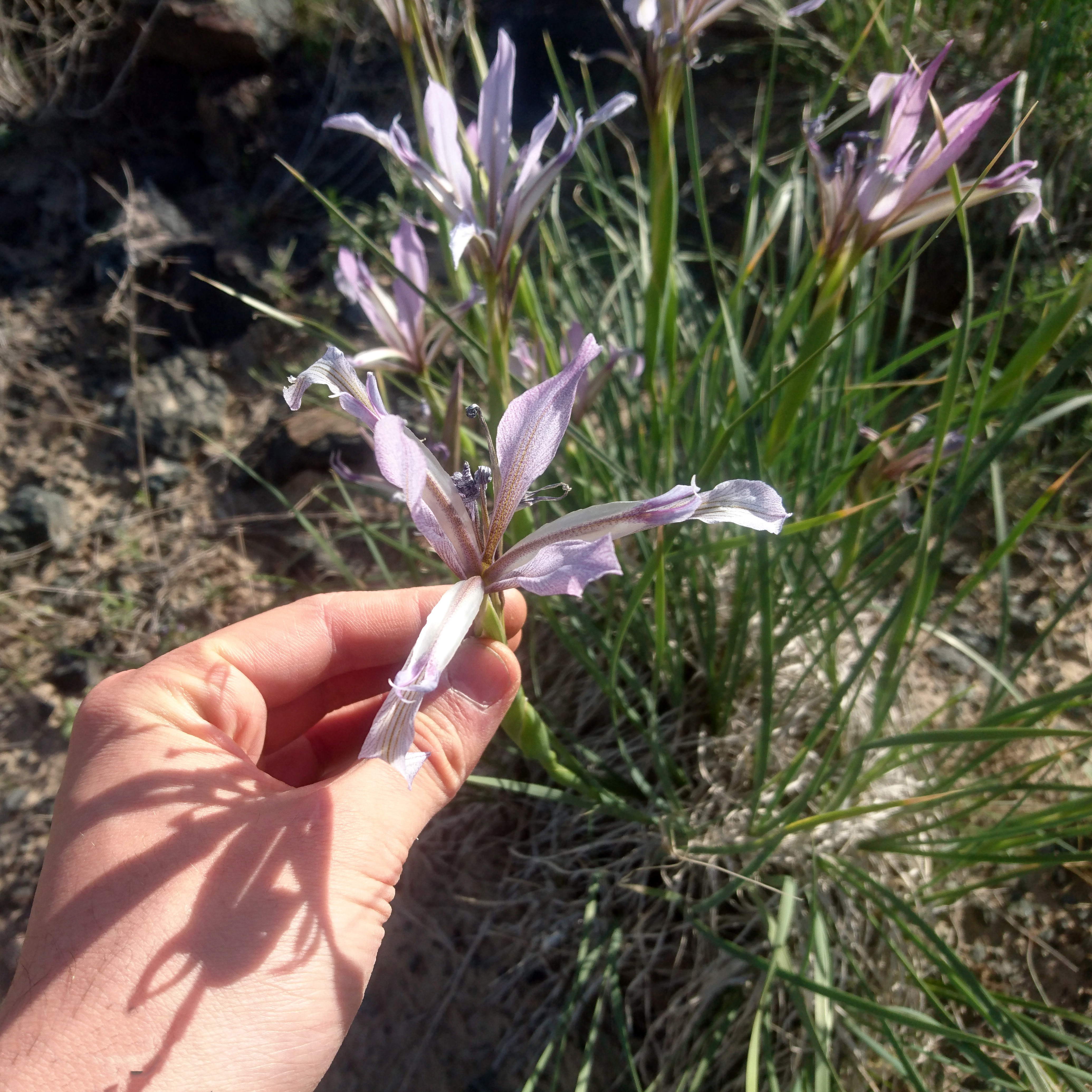
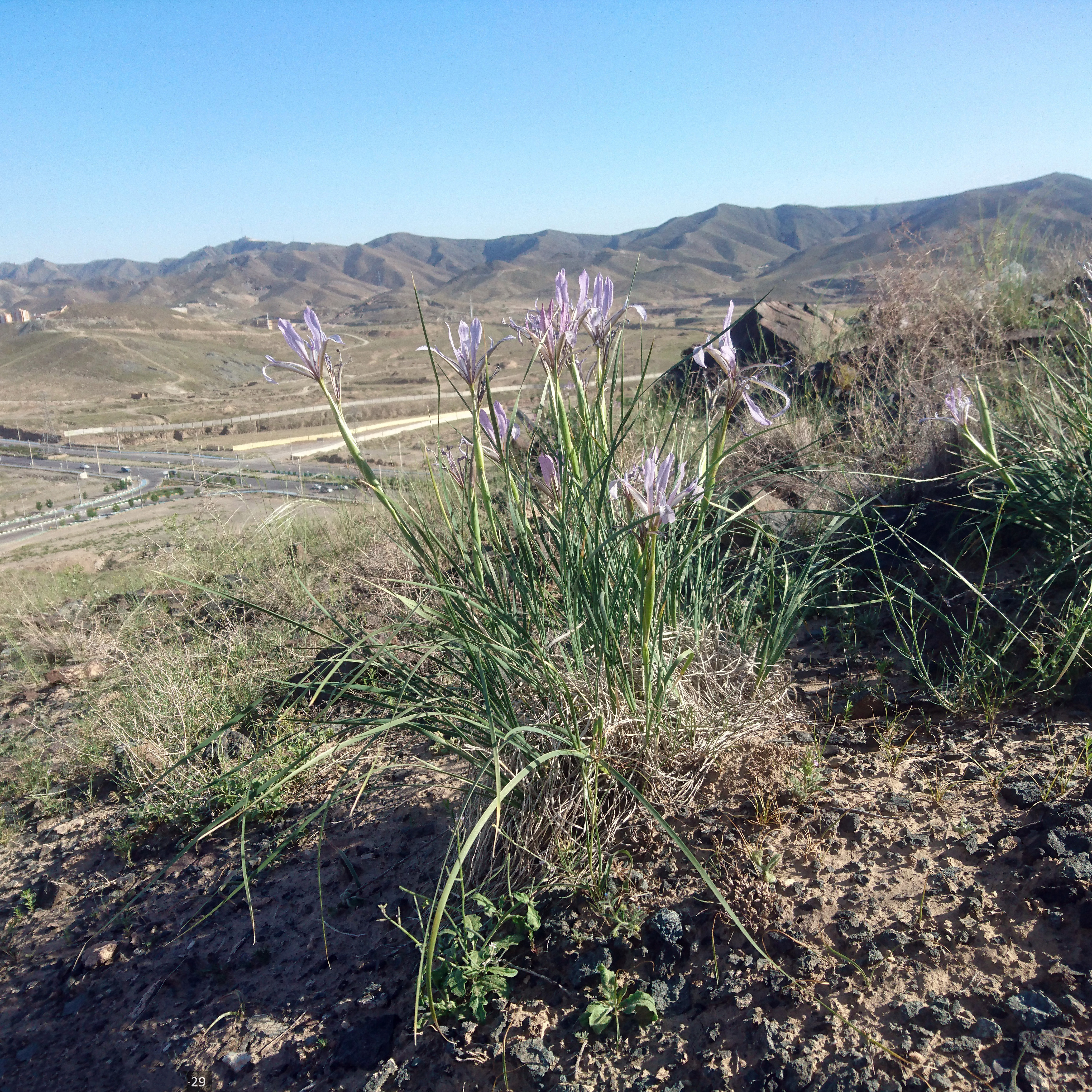
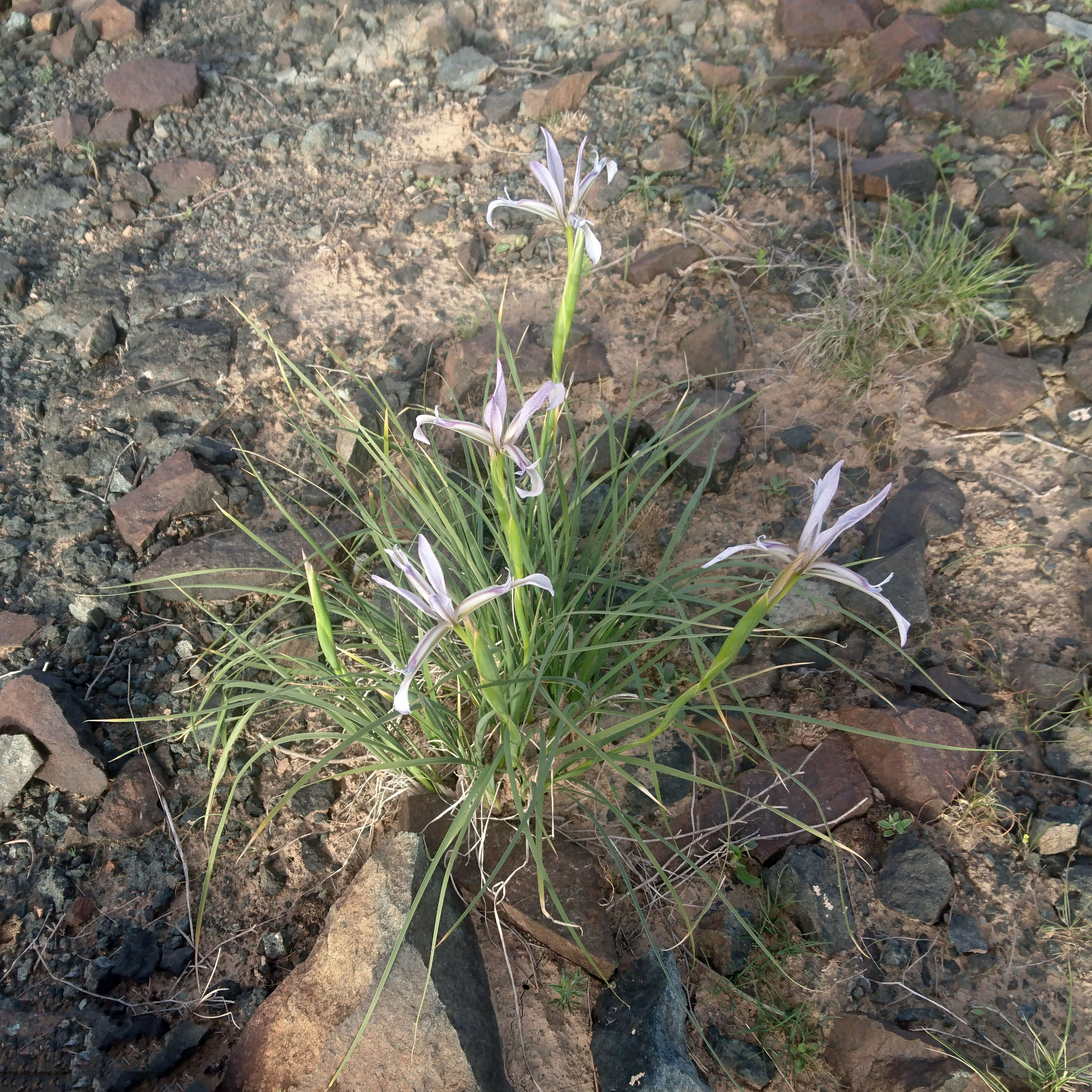
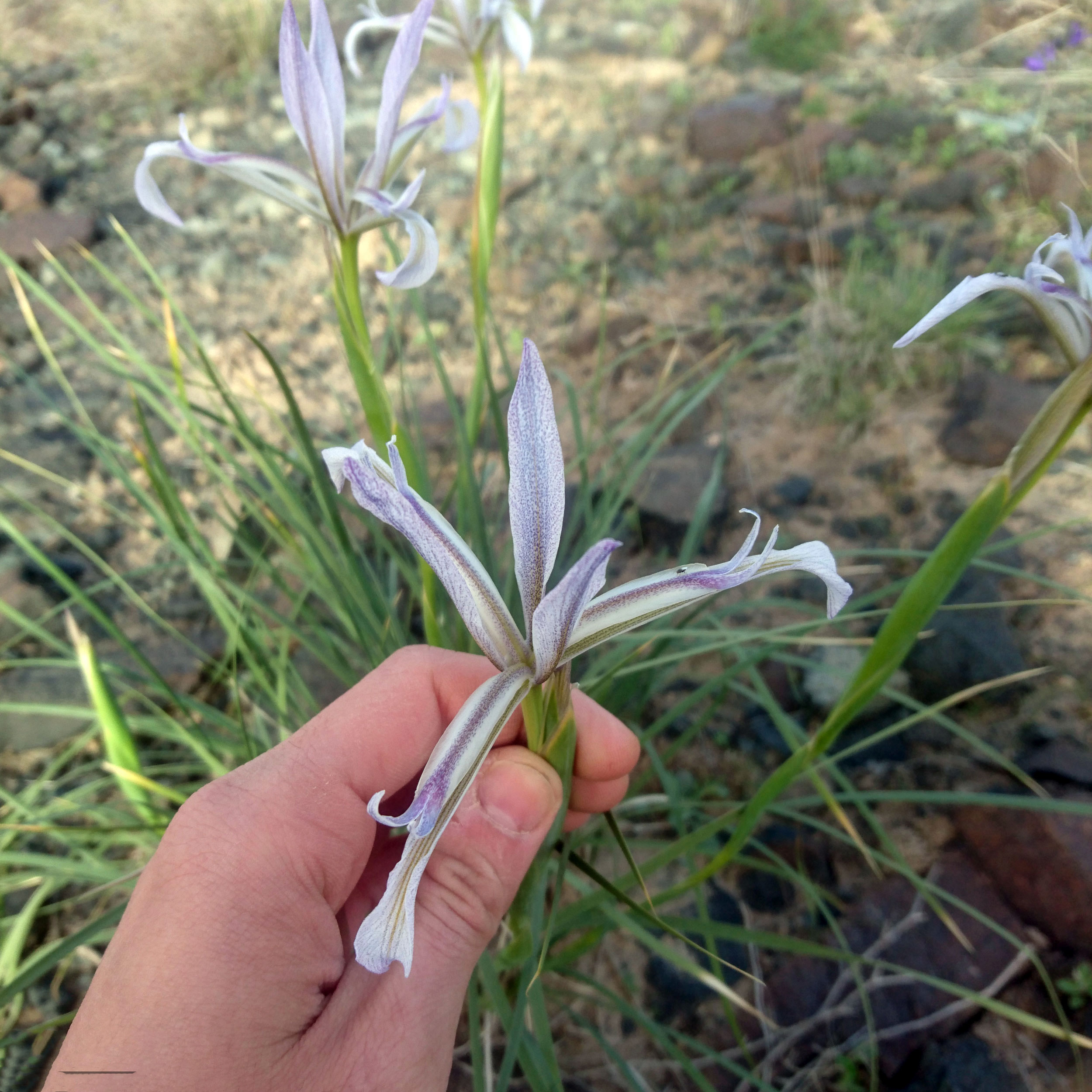
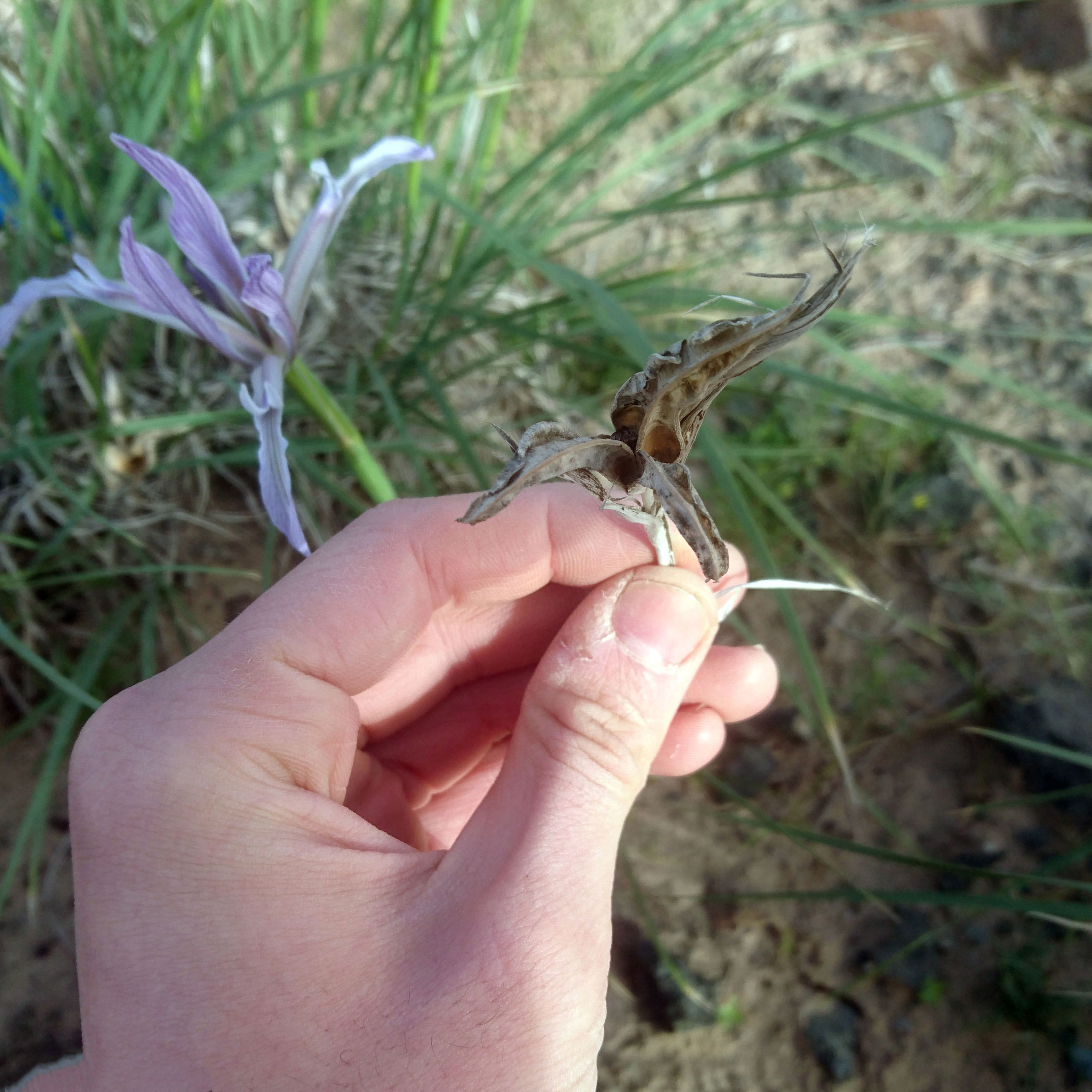
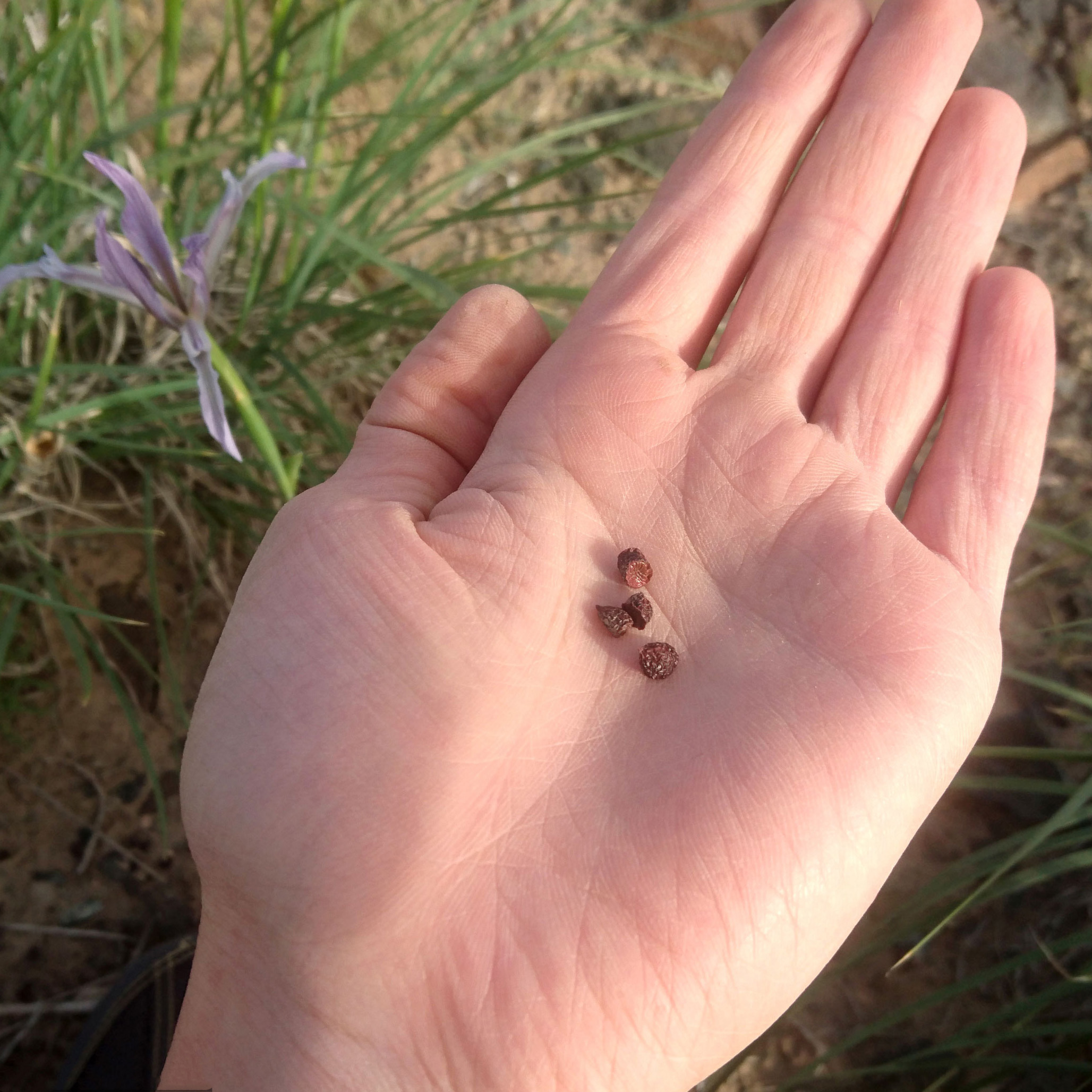